# Kamenišnica
Kameníšnica je levi pritok Polskave v jugozahodnem delu Dravskega polja. Danes to ni naravni potok, ampak odtočni kanal, ki so ga zgradili v okviru melioracij obsežnega, nekoč mokrotnega in poplavnega sveta ob Polskavi in njenih pritokih med leti 1976 in 1986. Začenja se pod železniško progo Pragersko–Ptuj in poteka po ravninskem svetu proti jugovzhodu vse do izliva v Polskavo.
Pred melioracijami je bila tukajšna pokrajina obsežno območje mokrotnih travnikov, ki so bili pogosto poplavljeni. Ponekod se je v plitvih kotanjah voda zadrževala tudi po več tednov, te kotanje pa so povezovale plitve, neizrazite struge, v katerih je voda poleti ali pozimi tudi presahnila. Na jožefinskem vojaškem zemljevidu potok sploh ni prikazan, na kakšnih sto let mlajšem vojaškem zemljevidu pa je označen kot stranski odtok iz Framskega potoka pri Dragonji vasi, imenuje pa se Kamesznica B.(ach) in Stein B.(ach). Na slovenskih topografskih kartah v različnih merilih je prikazan ali kot Kanal Kamenišnica ali Prekop Kamenišnica.
S krajinskega in ekološkega vidika izgleda današnja Kamenišnica klavrno: dolg premočrten kanal s trapezastim profilom, v katerega se stekajo drenažni jarki. Z obeh strani segajo njive prav do roba, brežine pa so brez kakršnega koli grmovnega rastlinja. Poleti in pozimi v potoku pogosto sploh ni vode.